# Yuki Kobayashi (football, 1992)
Yuki Kobayashi (小林 祐希, Kobayashi Yuki) est un footballeur international japonais né le 24 avril 1992 à Tokyo. Il évolue au poste de milieu de terrain au Vissel Kobe.

## Biographie

### En club
Il inscrit cinq buts en première division japonaise lors de l'année 2016 avec le club du Júbilo Iwata.

### En équipe nationale
Il reçoit sa première sélection en équipe du Japon le 7 juin 2016, en amical contre la Bosnie-Herzégovine (défaite 1-2). Il inscrit son premier but en équipe nationale le 11 novembre 2016, lors d'un match amical contre Oman (victoire 4-0).